# Szawkoty
Szawkoty (lit. Šaukotas) – miasteczko na Litwie, położone w okręgu szawelskim w rejonie radziwiliskim, 12 km na południe od Szawlan, 583 mieszkańców (2001). Siedziba starostwa Szawkoty. 
Znajduje się tu kościół, szkoła, poczta i biblioteka. Kościół drewniany wybudowany z fundacji Szymona Herubowicza w 1733 roku, przebudowany w 1863. W kościele znajdują się trzy iluzjonistyczne malowane ołtarze i barokowe organy, przy kościele drewniana dzwonnica z XVIII wieku i spichlerz plebański. 
Od 2004 roku miasteczko posiada własny herb.